# Ендемізм у ссавців
Ендемізм у  ссавців характерний перш за все для материкових або острівних територій і ділянок, обмежених біотичними, кліматичними або геологічними бар'єрами. Ендеміками в цьому сенсі маються на увазі ті види ссавців, ареал яких обмежений строго певною територією.
Найбільшу кількість ендемічних видів відзначено в наступних країнах: Індонезія (201 ендемік з 436 видів місцевої теріофауни), Австралія (198 з 252), Мексика (140 з 450), США (101 з 428), Філіппіни (97 з 153), Бразилія (96 з 394), Китай (77 з 394), Мадагаскар (77 з 105) , Папуа Нова Гвінея (57 з 214), Перу (45 з 344), Індія (44 з 316).

## Ендемізм на рівні надрядів
- Надряд Ameridelphia — поширені в Новому Світі. Включає ряди Опосуми і Ценолестоподібні (Малогорбкові).

## Ендемізм на рівні рядів
Майже всі ряди ссавців представлено у крайньому разі на двох континентах. Однак є й ендемічні ряди, тобто з найбільш обмеженим діапазоном розповсюдження.
- Ряд Ценолестоподібні (Paucituberculata), 1 родина Ценолестові (Caenolestidae) — поширені на заході Південної Америки (Анди), від південної Венесуели до південного Чилі.

- Ряд Мікробіотерії (Microbiotheria), мешкають в Південній Америці. 1 вид Дромер (чилійський опосум).

- Ряд Сумчасті кроти (Notoryctemorphia, 1 родина, 1 род и 2 види) — Австралія.

- Ряд Хижі сумчасті (Dasyuromorphia) зустрічаються в Австралії, і на деяких прилеглих островах (Новій Гвінеї, Тасманії).

- Ряд Яйцекладні (Monotremata). Качкодзьоби і єхидни зустрічаються в Австралії, і на деяких прилеглих островах (Новій Гвінеї, Тасманії).

- Ряд Стрибунцеві (Macroscelidea, 1 родина, 4 роди і 16 видів) — Африка.

- Ряд Трубкозуб (Tubulidentata, 1 родина, 1 рід і 1 вид) — Африка.

- Ряд Кагуанові (Dermoptera, 1 родина, 2 роди і 2 види) — Південна Азія (Малайзія, Філіппіни).

- Ряд Тупаєподібні (Scandentia, 2 родини, 4 роди і 20 видів) — в лісах Південно-Східної Азії: від Індостану і Індокитаю до о-вів Малайського архіпелага, о. Хайнань і Західних Філіппін.

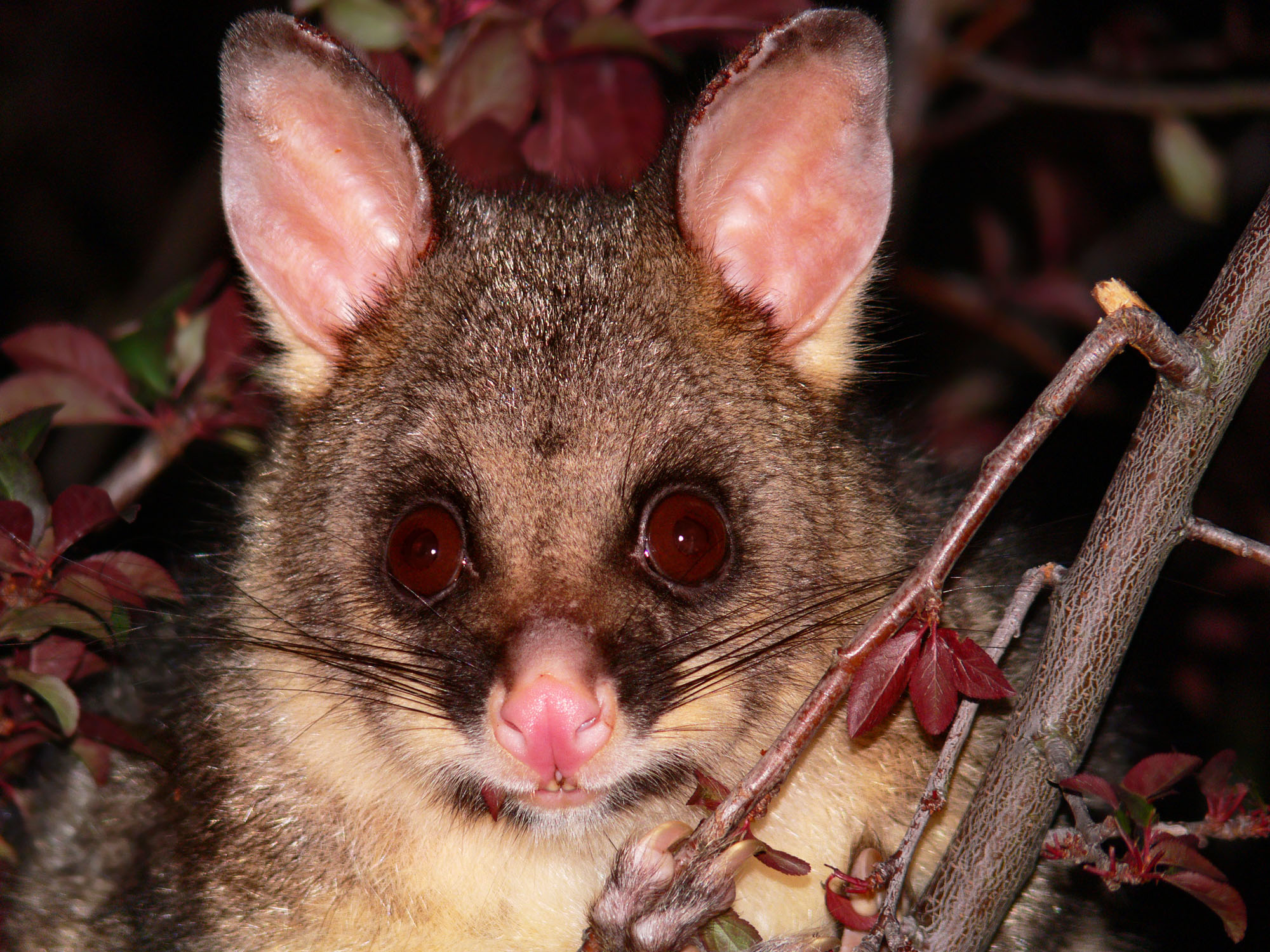
Пацюковидний опосум
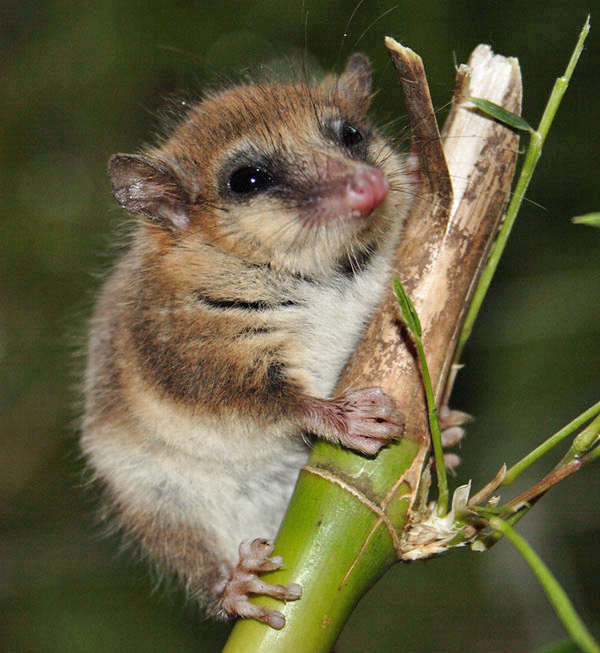
Соневидний опосум
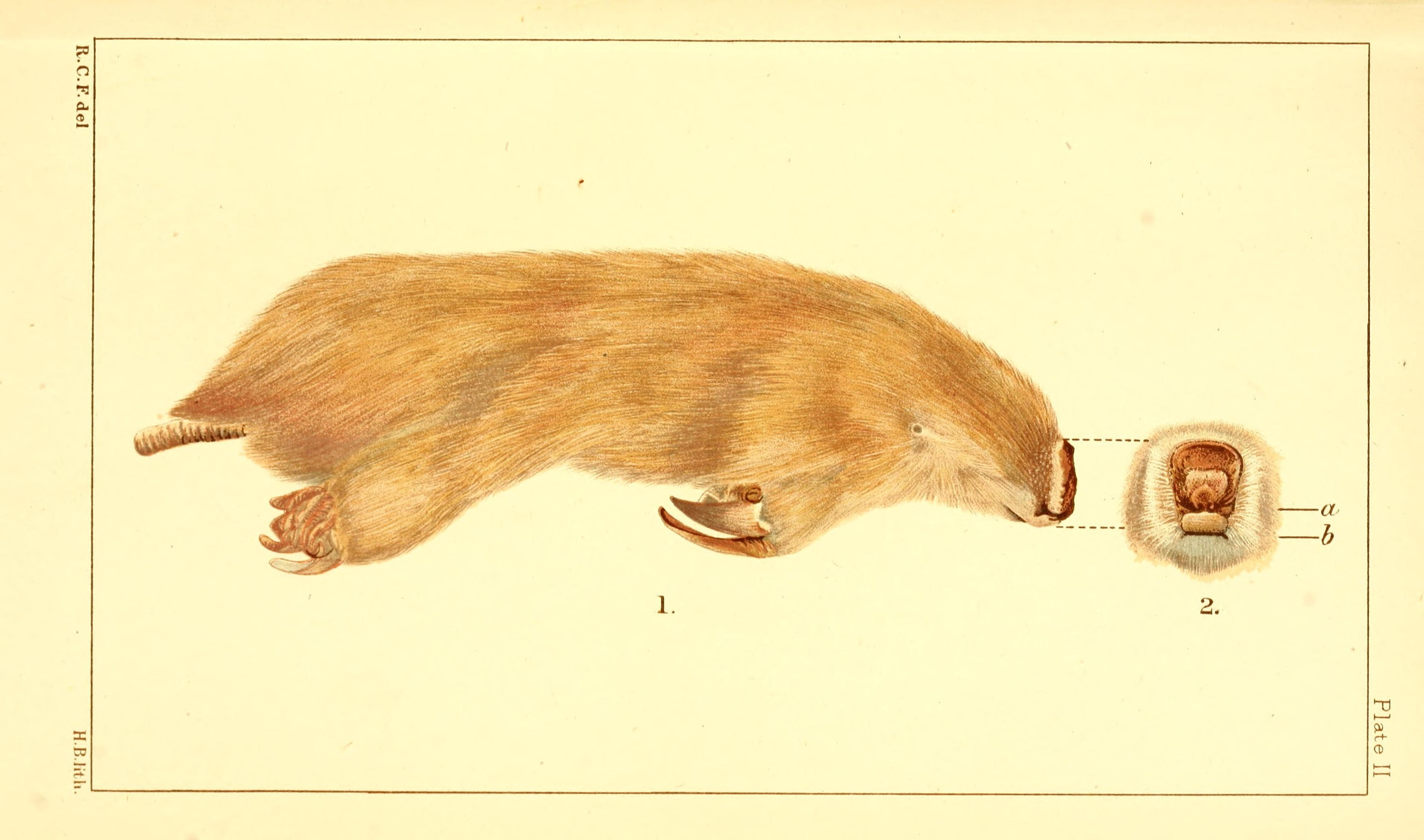
Сумчасті кроти
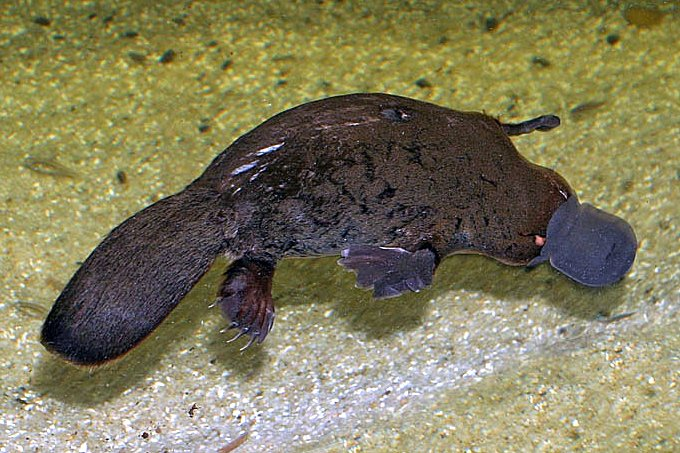
Качкодзьоб
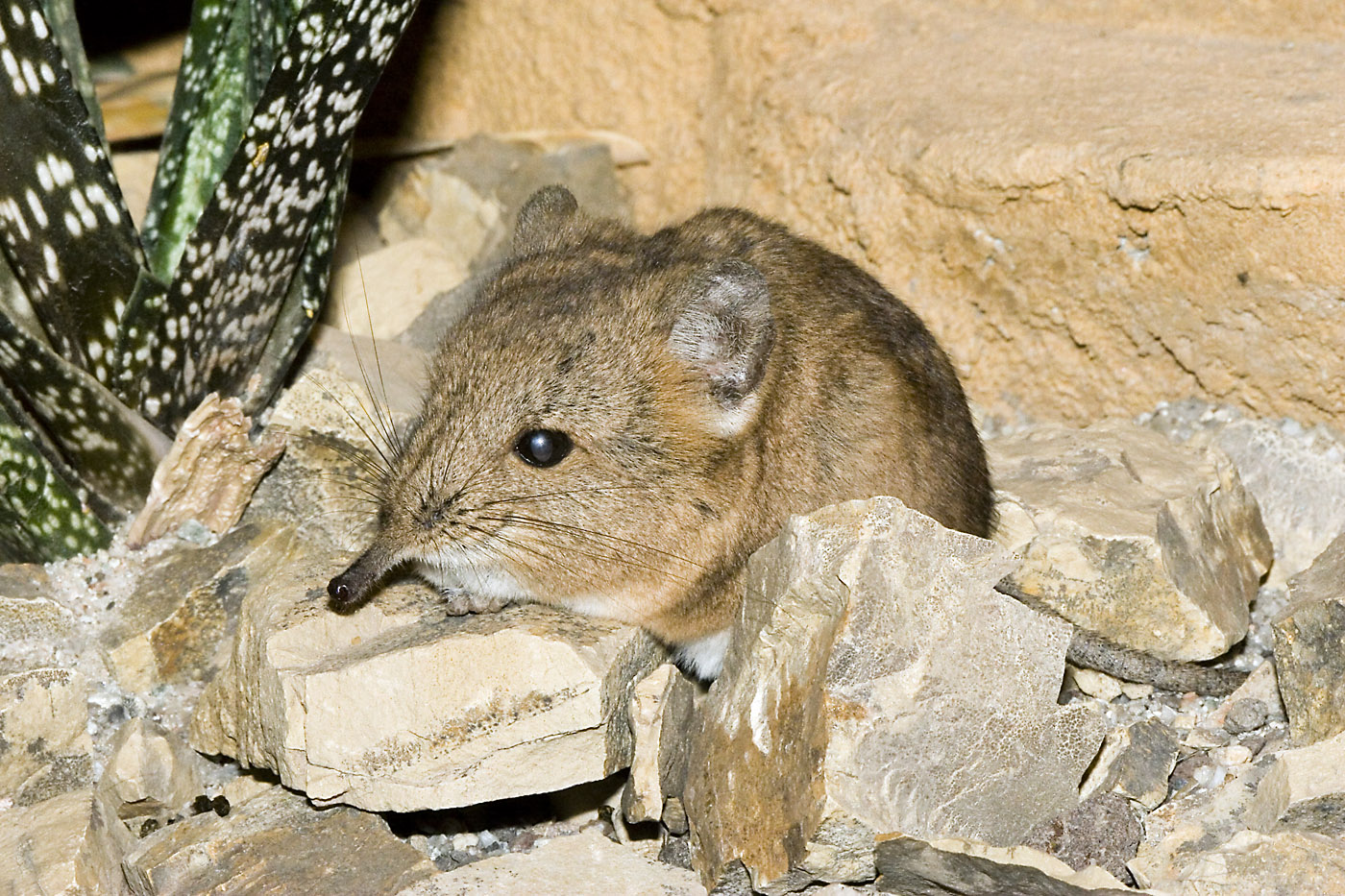
Стрибунці
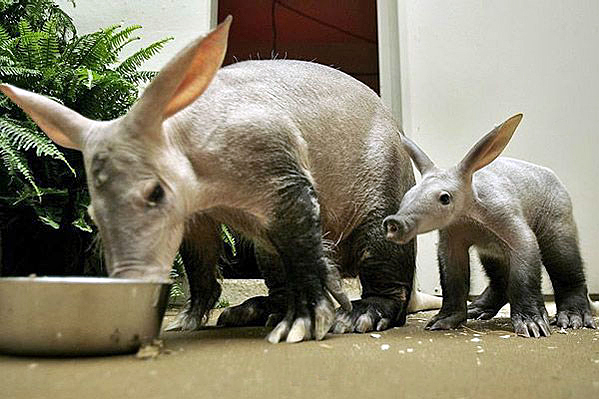
Самка трубкозуба з малям
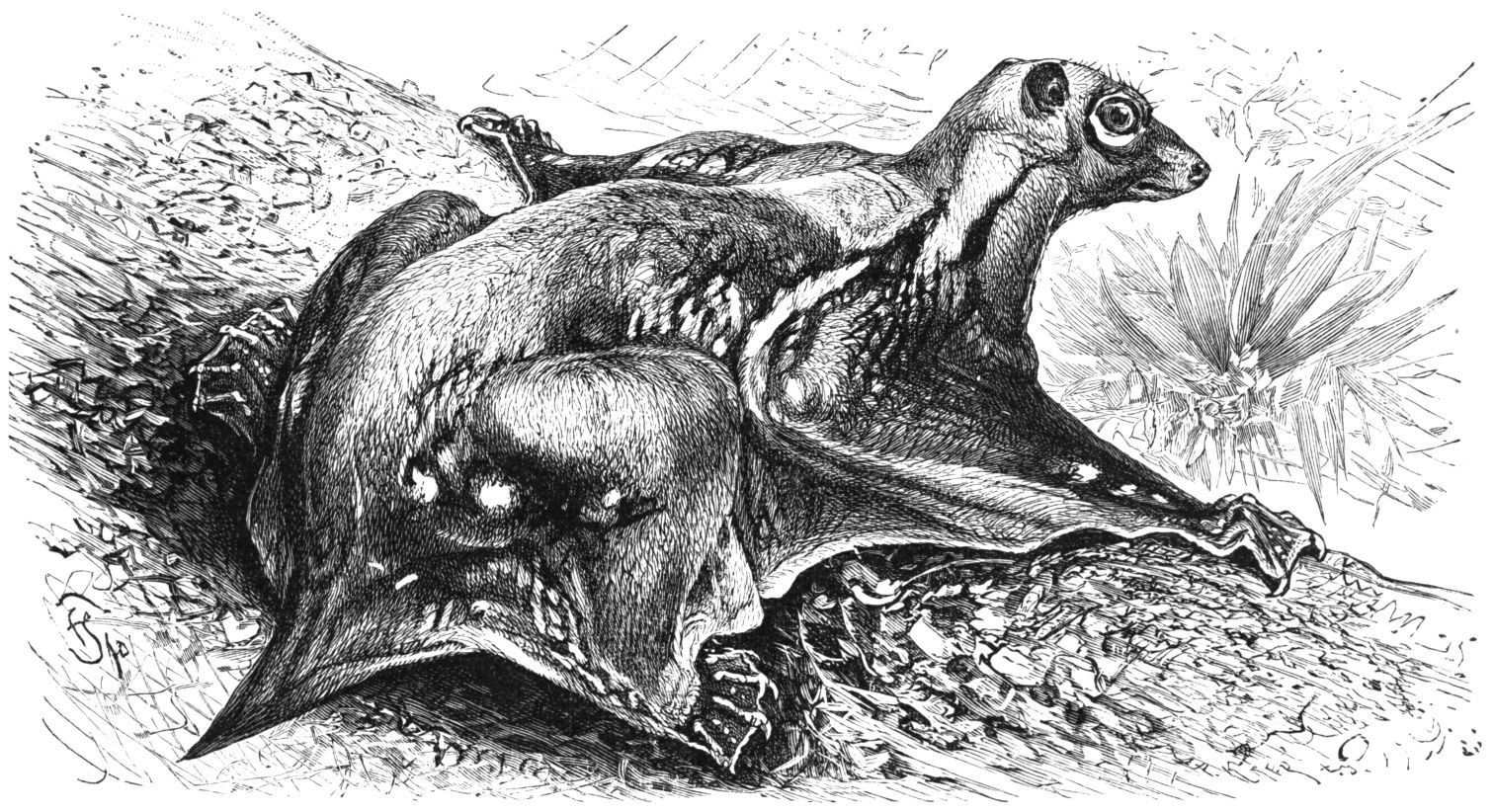
Кагуанг
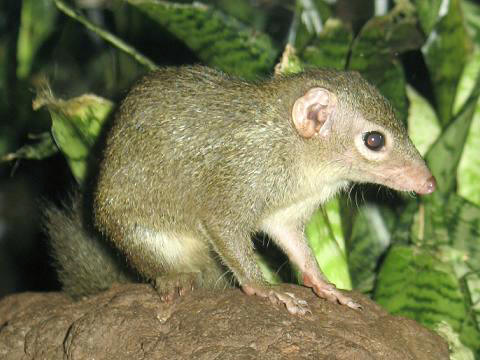
Звичайна тупайя

## Ендемізм на рівні родин
- Родина Сумчасті вовки (Thylacinidae), вимерли. 1 вид — Сумчастий волк, або тилацин (Thylacinus cynocephalus). Острів Тасманія.
- Родина  (Сумчасті мурахоїди Myrmecobiidae) 1 вид в Австралії.
- Родина Вомбати (Vombatidae) — Австралія.
- Родина Коалові (Phascolarctidae). Коала, або сумчастий ведмідь (Phascolarctos cinereus) — Австралія.
- Родина Златокротові (Chrysochloridae). — Африка.
- Родина Шипохвостовиді (Anomaluridae). Гризуни, подібні до білок-летяг. — Африка.
- Родина Бегемотові (Hippopotamidae). 2 види — Африка.
- Родина Жирафові (Giraffidae). 2 види — Африка.
- Родина Вилорогові (Antilocapridae). 1 вид — Північна Америка.
- Родина Лемурові (Lemuridae). 22 види — Мадагаскар.
- Родина Галагові (Galagonidae). 25 видів — Африка.
- Родина Ай-ай (Руконіжкові) (Daubentoniidae). 1 вид (Ай-ай, або мадагаскарська руконіжка) — Мадагаскар.
- Родина Індрієві (Indriidae). 11 видів — Мадагаскар.
- Родина Гібонові (Hylobatidae). 11 видів — Південно-східна Азія.

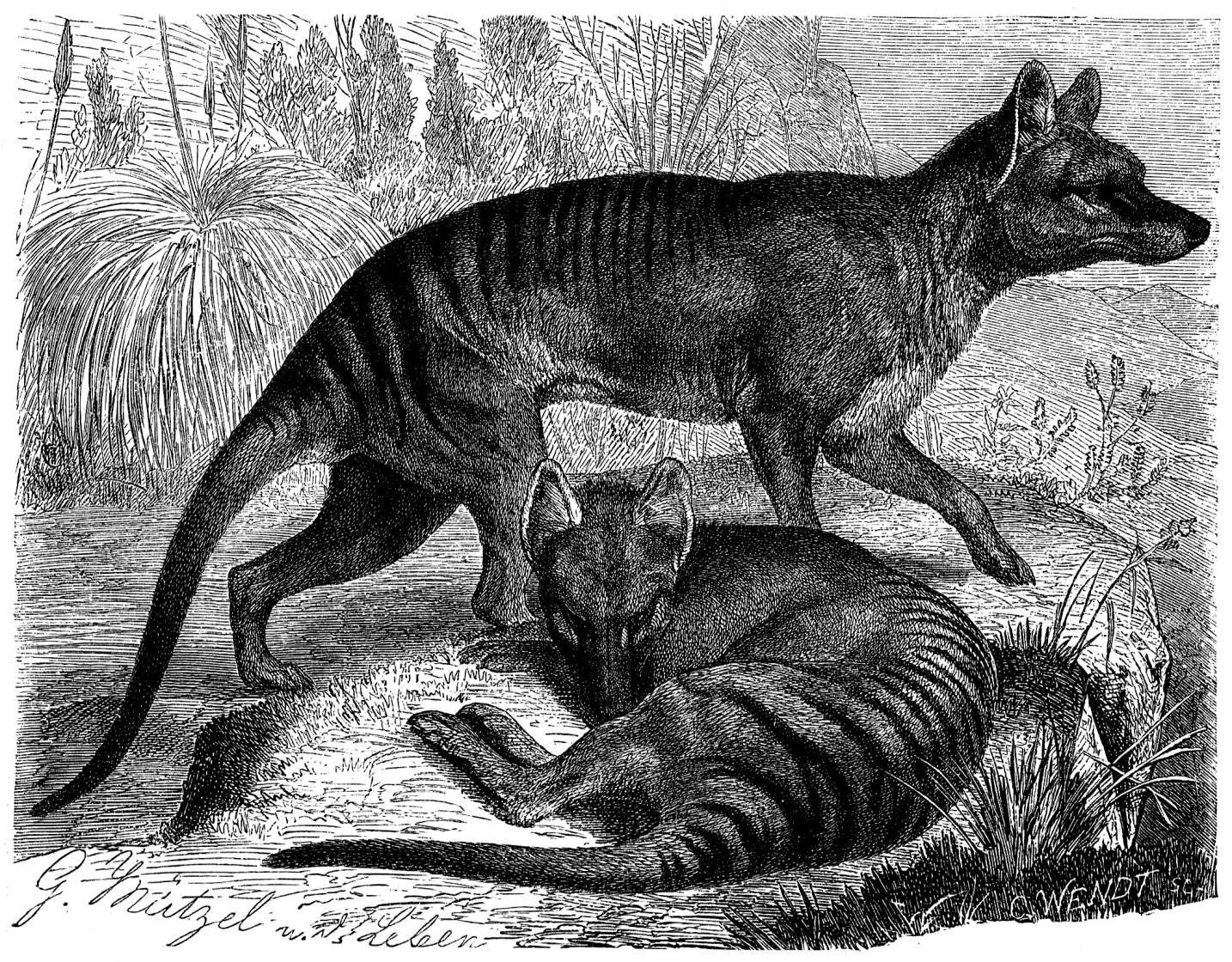
Сумчастий вовк
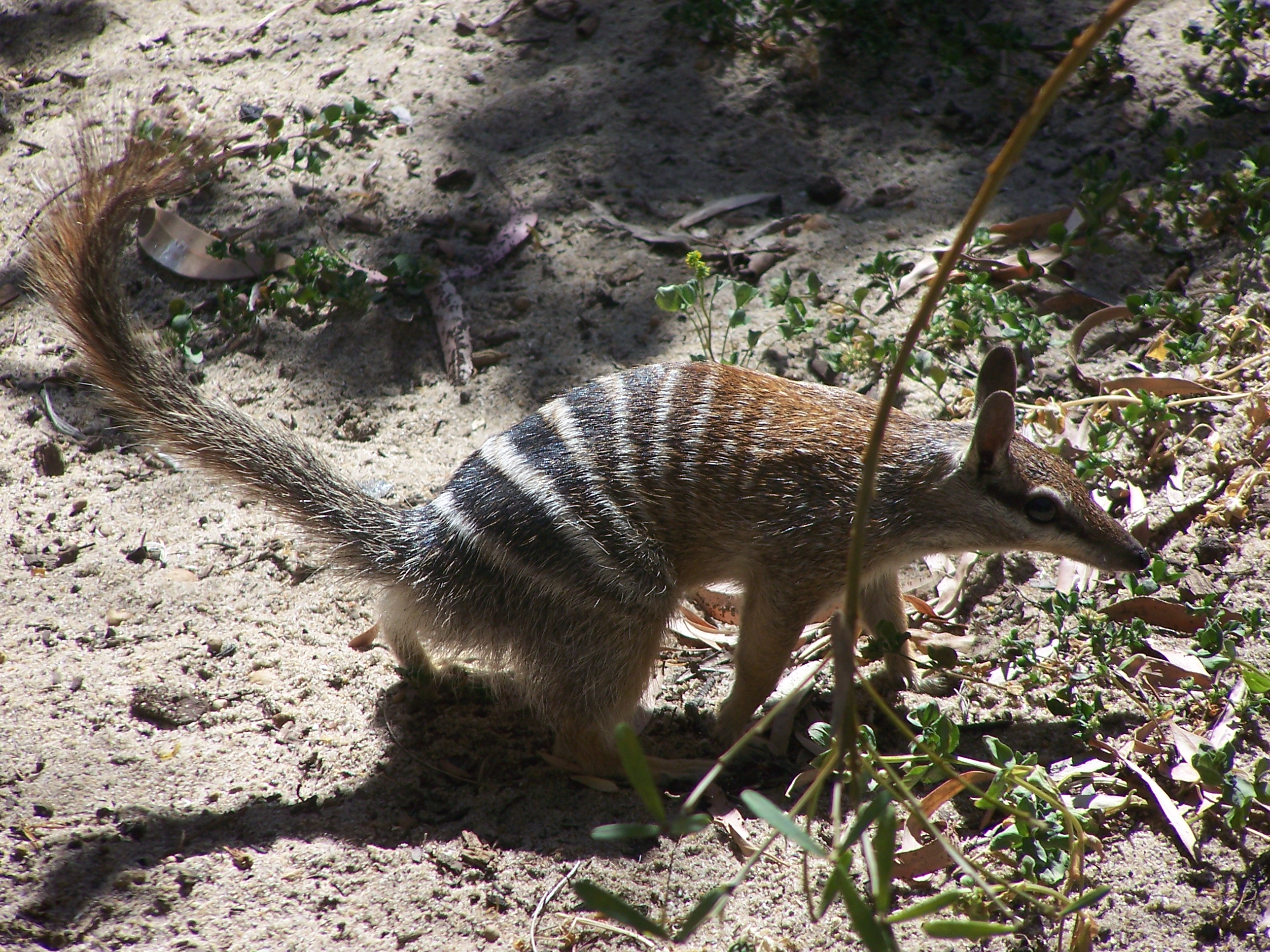
Сумчастий мурахоїд
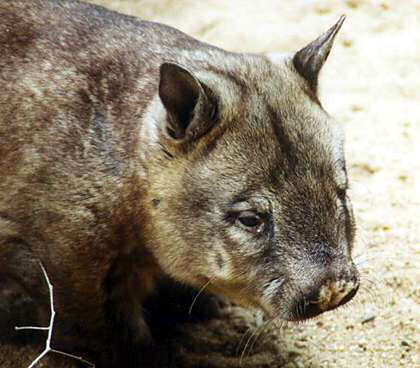
Квінслендський вомбат
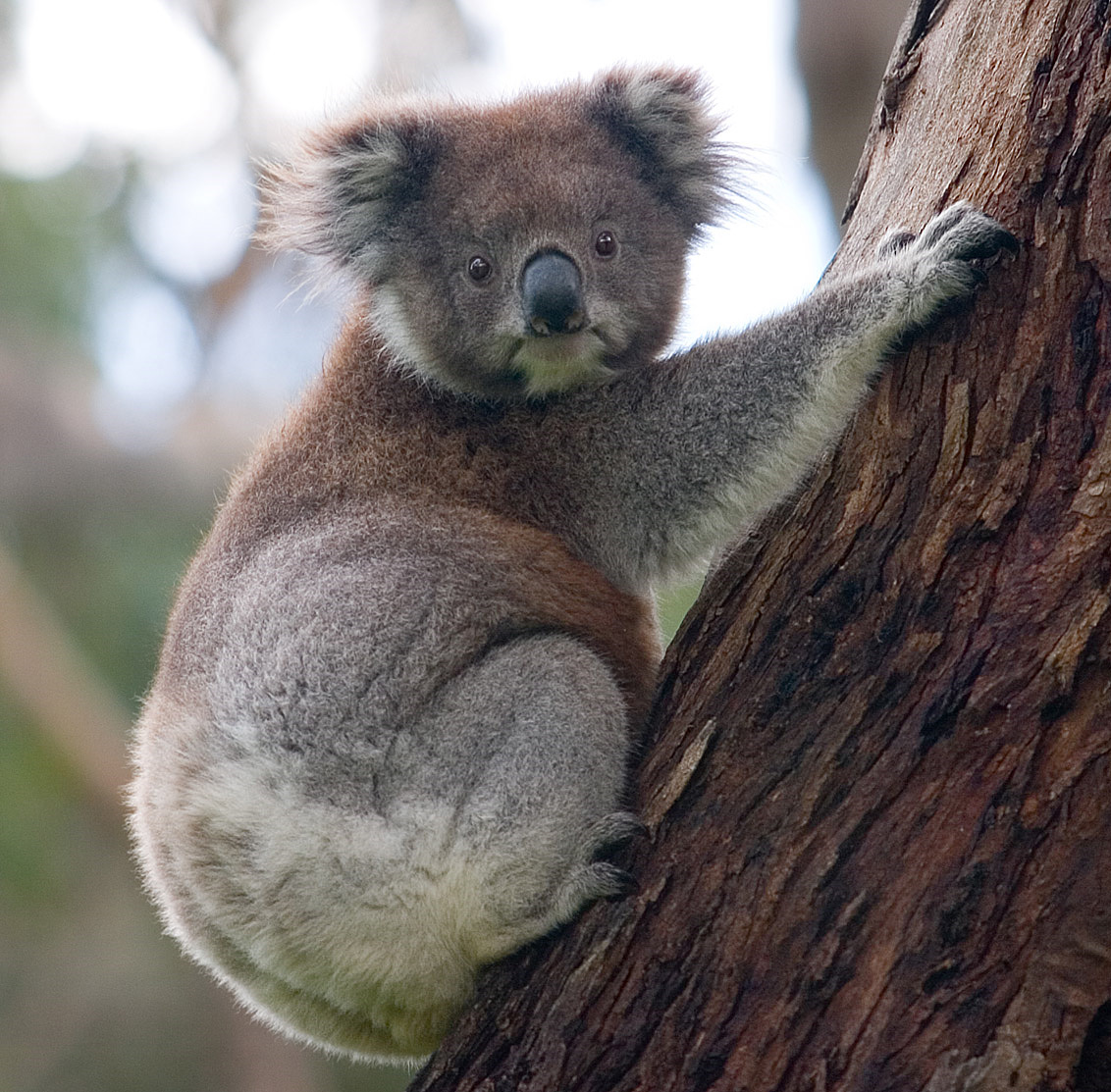
Коала
ЗлатокротиЗлатокроти
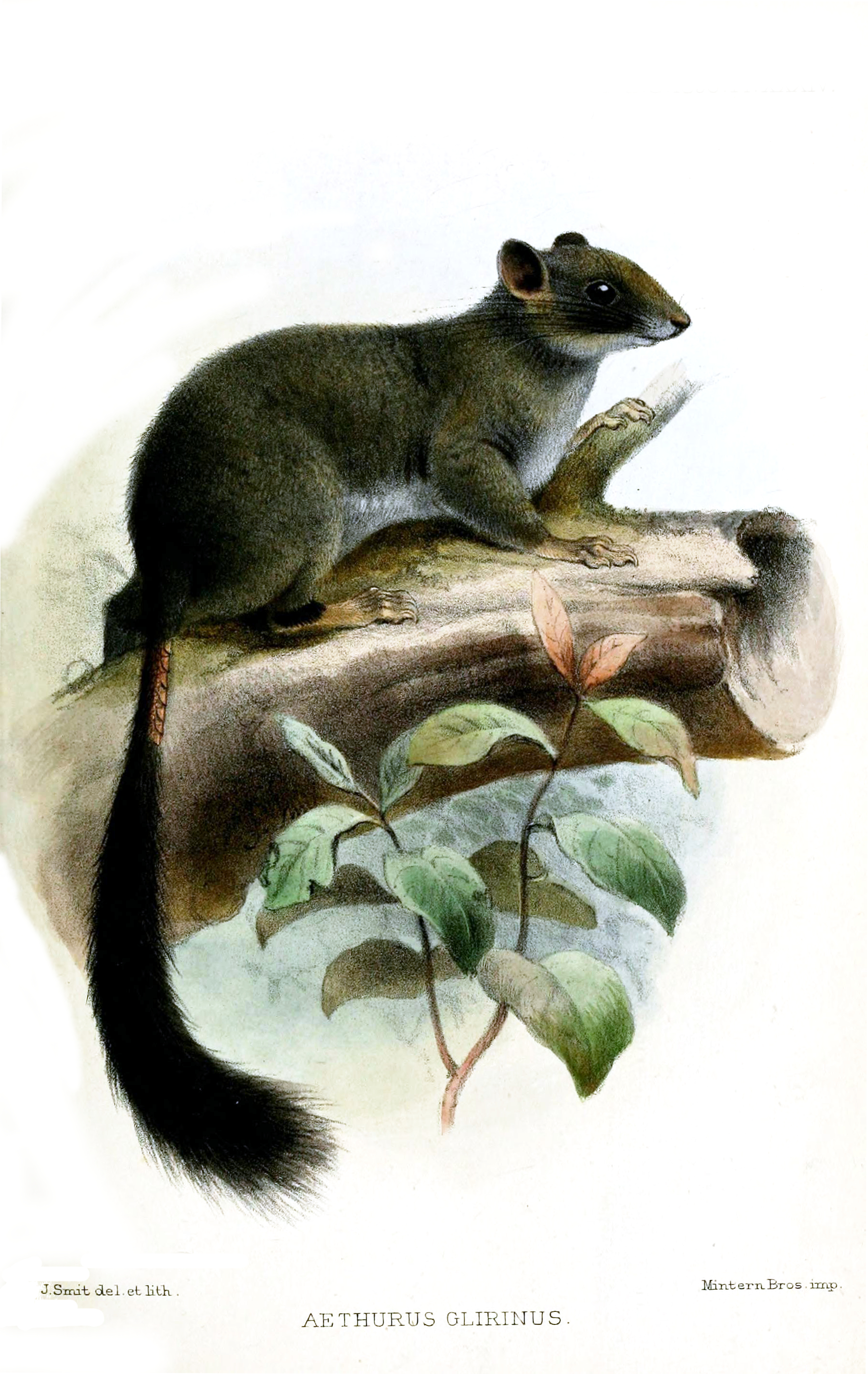
Шипохвіст
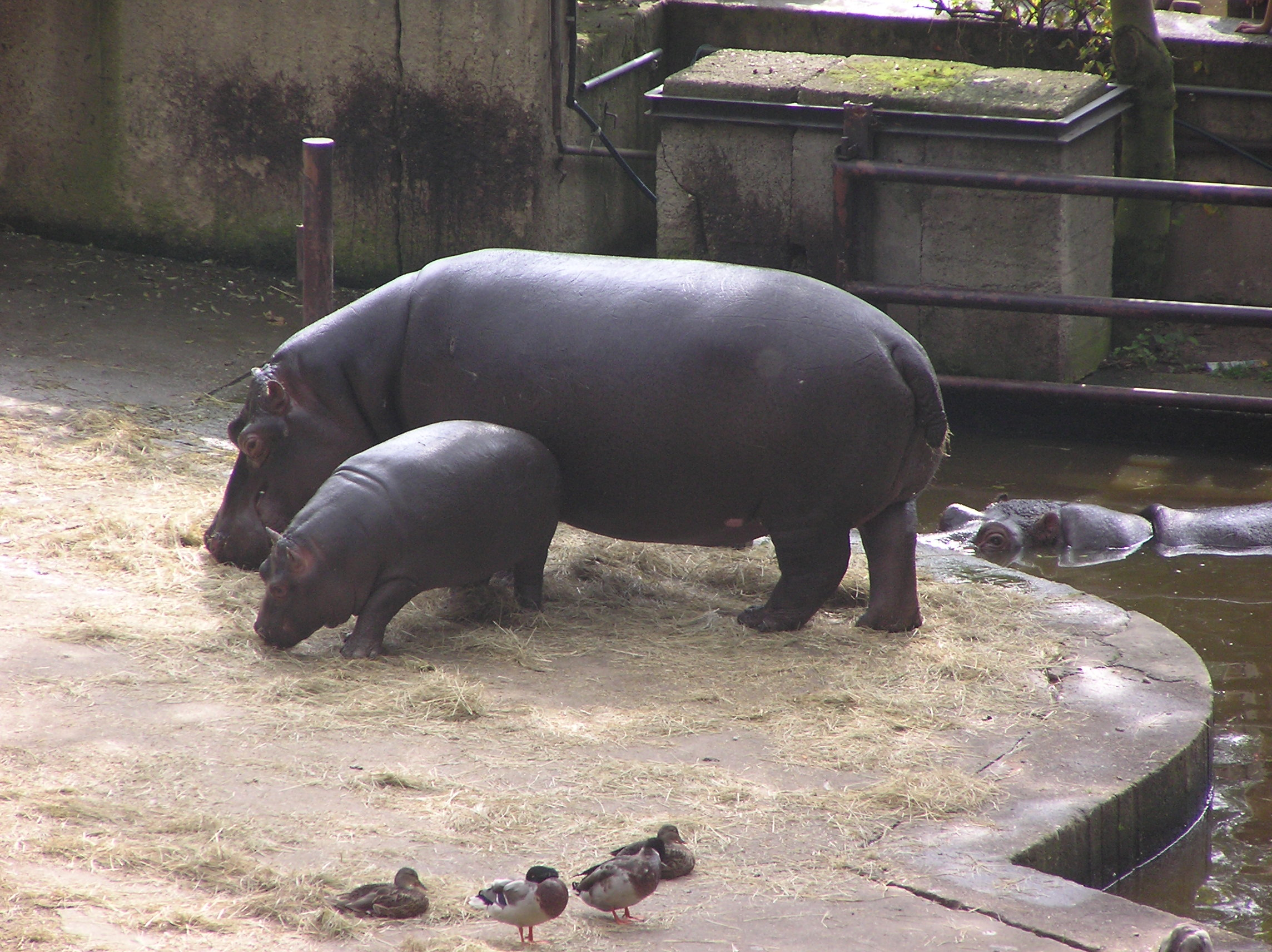
Бегемот
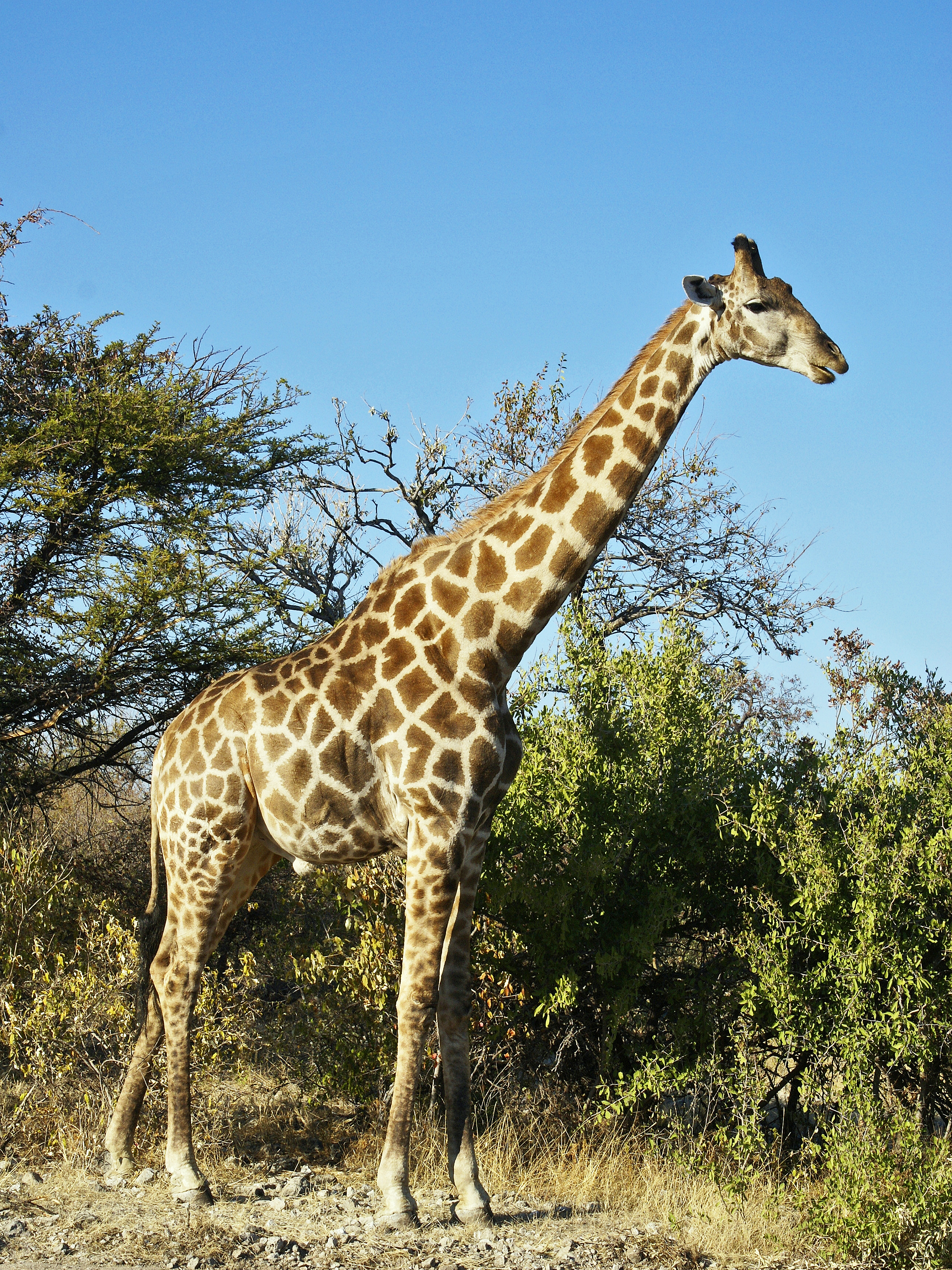
Жираф